# L'Aranyó (Tona)
L'Aranyó és una masia de Tona (Osona) inclosa a l'Inventari del Patrimoni Arquitectònic de Catalunya.

## Descripció
Edifici d'estructura irregular i material pobre de tàpia i es troba cobert amb teulada a dues vessants. Al costat esquerre s'observa com la irregularitat fa que la façana no sigui recta, ans al contrari és lleugerament corbada. Aquesta forma corba ha fet necessaris els quatre contraforts, que s'aixecaren l'any 1940. Davant de la casa i formant un petita galeria, hi trobem annexat un edifici destinat a quadres i on observem un carot de l'antiga aigüera -ara llinda-. Altres edificis, realitzats al redós de 1940, completen el conjunt.

## Història
Al voltant, no gaire lluny de la masia, espot observar l'existència d'aranyons. El propi nom de la casa podria tenir relació amb aquest fet. En els capbreus del segle xiv trobem documentada dita masia si bé podria ser anterior. L'any 1553 en fer-se el fogatge general de Catalunya ens consta Francesc Aranyó com a cap de casa de la parròquia de St. Andreu de Tona. Posteriorment també la trobarem documentada en recompte de "casa de campo" fet l'any 1860.